# Zenobia Camprubí
Zenobia Salustiana Edith Camprubí y Aymar (Malgrat de Mar, 31 agosto 1887 – San Juan, 28 ottobre 1956) è stata una scrittrice e traduttrice spagnola, la prima traduttrice ispanica di Rabindranath Tagore.
Oltre che per il suo lavoro e interesse letterario è nota per il suo attivismo per le cause sociali e civili. Membro di spicco del Lyceum Club Femenino insieme a Victoria Kent, con la quale ha costantemente rivendicato una maggiore presenza di donne in tutti i settori della società, e promotrice di numerose associazioni culturali e di assistenza, è considerata una delle pioniere del femminismo spagnolo.
Definita la "spagnola dei tre mondi", visse e si spostò per lungo tempo in tre aree geografiche: la Spagna, l'America anglosassone e, costretta dall'esilio a seguito della guerra civile spagnola, l'America ispanica. Da parte di madre discendeva da grandi proprietari terrieri di Porto Rico e ricchi commercianti degli Stati Uniti; da parte di padre da una facoltosa famiglia catalana. Durante l'esilio diffuse la lingua, la cultura e la letteratura spagnola, realizzando un importante lavoro educativo, e per estensione filologico, letterario e culturale. Ha condiviso la sua vita con il Premio Nobel per la Letteratura Juan Ramón Jiménez.

## Nascita e gioventù

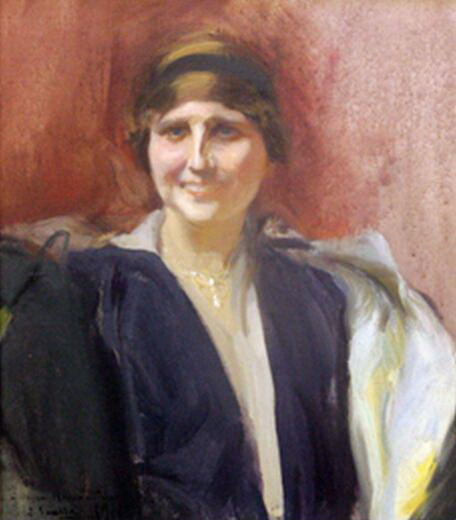
Ritratto di Zenobia Camprubí del pittore Joaquín Sorolla (1918)

Zenobia Salustiana Edith Camprubí y Aymar nasce il 31 agosto 1887 a Malgrat de Mar (Barcellona), nell'imponente villa coloniale di Can Campassol, la residenza estiva dei genitori, una ricca famiglia catalano-portoricana.
È figlia di Isabel Aymar Lucca e Raimundo Camprubí Escudero, una coppia colta e ricca. Il nonno materno, l'uomo d'affari Augusto Aymar, morì a New York, dove la famiglia aveva accumulato una grande fortuna grazie al commercio con le Indie e i Caraibi; la nonna proveniva da una famiglia corsa, stabilitasi a Porto Rico. Sia la madre che la nonna avevano studiato nelle migliori scuole degli Stati Uniti, dove mantenevano molti legami familiari. Il padre, Raimundo Camprubí, era un ingegnere civile e apparteneva a una famiglia militare catalana. I genitori di Zenobia Camprubí si erano sposati a Porto Rico nel 1879, dove il padre aveva diretto la costruzione della principale arteria del paese, la strada Ponce-Coamo. Dal matrimonio erano nati quattro figli: José, Raimundo, Zenobia e Augusto.
Zenobia riceve un'educazione privata; gli insegnanti si recano nella sua residenza a impartirle lezioni di musica, letteratura, francese; la nonna e la madre si preoccupano che domini perfettamente la lingua inglese. I fratelli, per scelta della madre, studieranno all'estero: José negli Stati Uniti, Raimundo in Germania, poi in Svizzera e infine a New York.
Nel 1896, all'età di nove anni, viaggia per la prima volta negli Stati Uniti con la madre, per iscrivere il fratello maggiore José in una scuola secondaria, in preparazione della sua successiva ammissione ad Harvard, e per questioni di eredità legate alla morte della nonna materna che negli ultimi anni di vita aveva vissuto con loro a Barcellona, ma deteneva i suoi patrimoni in Nord America. José Campubrí sarebbe diventato a New York un importante uomo d'affari, un grande sostenitore della cooperazione tra Stati Uniti, Sud America e Spagna e il proprietario e l'editore dell'influente quotidiano spagnolo La Prensa.
Un anno dopo, su parere dei medici che consigliano l'aria salubre come cura per i problemi di salute di Zenobia, la famiglia si trasferisce nel comune di Sarriá, dove la futura scrittrice conosce la pittrice María Muntadas de Capará, con la quale instaurerà una grande amicizia che durerà tutta la vita. Non ancora tredicenne, ma già dotata di grande intraprendenza, fonderà con lei nel 1900 la società chiamata Las Abejas Industrionales, simile a quella che, con il nome di Sewing Circle, esisteva in alcune città del Nord America con il fine di provvedere alla realizzazione di abiti per i poveri.
Nel 1901 il padre, Raimundo Camprubí, viene assegnato a Tarragona come direttore dei lavori pubblici. In questo periodo Zenobia si reca due volte in Svizzera con la madre e il fratellino Augusto, alla ricerca di un rimedio per una rara malattia dell'orecchio e degli occhi che ha colpito in ragazzo dopo una difterite. Nel marzo dello stesso anno la rivista giovanile di New York St. Nicholas pubblica un racconto di Camprubí intitolato A Narrow Escape e la sua opera autobiografica Malgrat, ispirata agli anni vissuti nel Maresme.
Con il nuovo trasferimento del padre a Valencia, la famiglia si sposta in questa città, dove Zenobia scrive e pubblica diverse opere, tra cui The Garret I have known. Per il suo lavoro When Grandmother went to school riceve un premio dalla rivista St. Nicholas Illustrated Magazine for Boys and Girls.
Nel 1905 la scrittrice insieme alla madre che si è appena separata dal marito si trasferisce negli Stati Uniti, a Newburgh (New York), dove vivono molti parenti e amici di famiglia. Vi rimarrà circa cinque anni, durante i quali riceve un'educazione colta e cosmopolita, si iscrive alla Columbia University, partecipa ad attività culturali, eventi sociali e mondani ed entra in contatto con il femminismo americano.
Quando la madre si riconcilia con il marito, nel 1909, Zanobia fa ritorno in Spagna, stabilendosi prima a La Rábida (Palos de la Frontera, Huelva), dove il padre dirige i lavori del porto, poi a Madrid.

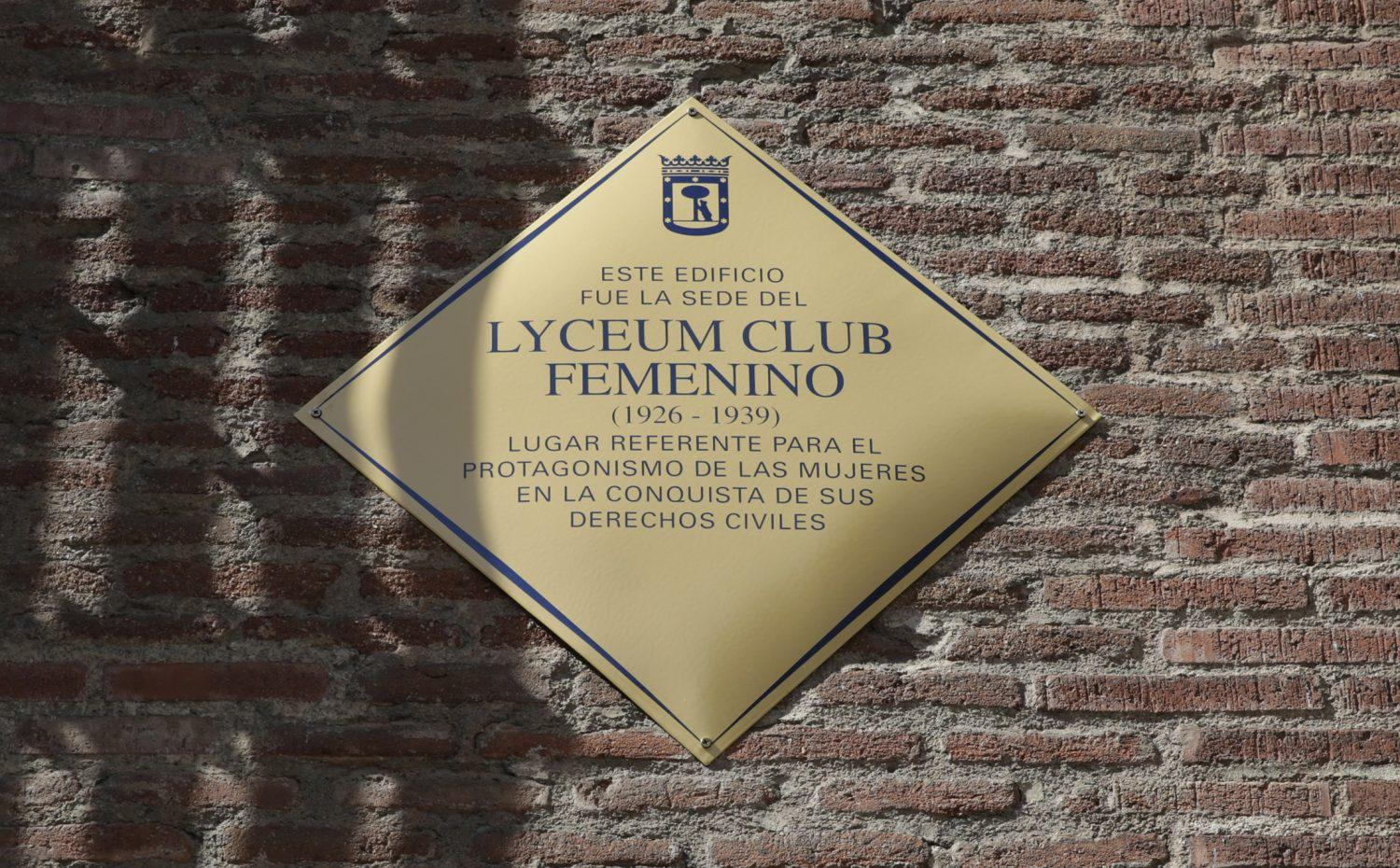
Lyceum Club Femenino, 1926-1939

Nel 1911 ritorna per qualche mese negli Stati Uniti per la nascita di Inés, la prima figlia del fratello José. In questa occasione dà inizio ad un'attività commerciale di esportazione di artigianato, ricami e libri dalla Spagna al Nord America che curerà per diversi decenni.
Nel 1912 è ancora a Madrid, pur continuando a pubblicare articoli su riviste statunitensi. Approfitta di tutto ciò che la capitale spagnola ha da offrire, partecipando a progetti culturali e intellettuali. Frequenta soprattutto il circolo di intellettuali americani, fra cui la poetessa ed editrice Susan Huntington, amica di Emily Dickinson e direttrice tra il 1910 e 1918 dell'International Institute for Young Ladies di Madrid, dove soggiornano gli stranieri che frequentano i corsi estivi. L'Istituto sosterrà attivamente sia l'esperienza della Residencia de Señoritas che quella del Lyceum Club Femenino, di cui Zenobia sarà fra le fondatrici.

## Età adulta
Nel 1913, dopo anni di corteggiamento negli Stati Uniti, seguito da una lunga relazione epistolare con Zenobia Camprubí, l'avvocato, filantropo e politico americano Henry Shattuck, che cura gli affari di famiglia, si reca in Spagna per discutere i dettagli di un possibile matrimonio. La lettera del 9 luglio sancisce la definitiva rottura tra i due, che resteranno solo buoni amici.
Zenobia partecipa a numerose conferenze, obbligatoriamente accompagnata da una coppia americana, i Bynes. Nel 1913 incontra alla Residencia de Señoritas il poeta Juan Ramón Jiménez durante una conferenza di Manuel Bartolomé Cossío, e fra i due ha inizio una relazione sentimentale.

Nel 1914 la scrittrice traduce alcuni versi da The Crescent Moon di Tagore, che viene pubblicato l'anno successivo, accompagnato da un poema-prologo di Juan Ramón. 

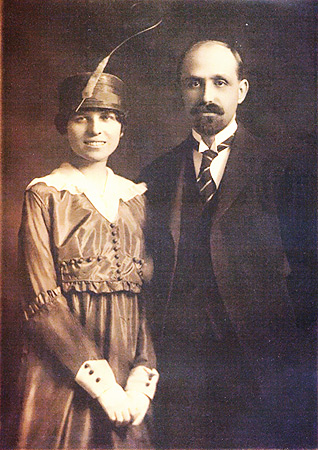
Ritratto del matrimonio di Juan Ramón Jiménez e Zenobia Camprubí (New York 1916)

Nel dicembre 1915 la madre, che non vede di buon occhio la relazione della figlia con Jimenéz, ritenuto un pretendente non alla sua altezza, la spinge a seguirla nel viaggio a New York per conoscere la secondogenita del figlio José, Leontine–Beba, ma il 12 febbraio 1916 giunge nella città statunitense anche il poeta spagnolo.
Il 2 marzo lui e Zenobia si sposano nella chiesa cattolica di Santo Stefano a New York, recandosi poi in visita nelle principali città statunitensi, fra cui Boston, Filadelfia, Baltimora, Washington. A luglio, accompagnati da Isabel Aymar, fanno rientro in Spagna, dove a Siviglia incontrano i parenti di Jimenéz.
Nel 1917 Zenobia Camprubí traduce e pubblica El Jardinero, El Postero del Rey, Pájaros perdidos e La Cosecha de Tagore. Juan Ramón Jiménez contribuisce con una poesia-prologo. Sempre in collaborazione con Juan Ramón traduce El Asceta, El rey y la Reina, Malini, Ofrenda Lírica, Las Piedras Hambrientos e Ciclo de Primavera, tutti di Tagore.
Con Katherine Bourland, María de Maeztu e Rafaela Ortega y Gasset, nel 1919 Camprubí fonda a Madrid La Enfermera a Domicilio, un'associazione che si propone di prendersi cura della salute di bambini malati e adulti provenienti da famiglie operaie, fornendo loro cibo, medicine e visite mediche gratuite.
ll 6 aprile 1920 l'opera El Postero del Rey di Tagore, tradotta e adattata per il teatro da Camprubí, viene rappresentata in prima assoluta, ricevendo un discreto successo. In ottobre, con María Goyri e María de Maeztu, fonda il Comité para la Concesión de Becas a Mujeres Españolas en el Extranjero (Comitato per la concessione di borse di studio alle donne spagnole all'estero), di cui è segretaria dalla sua fondazione fino al 1936. È membro dell'organizzazione per la protezione dei minori, La casa del niño.
A fini economici, intraprende un'attività di subaffitto di appartamenti che arreda personalmente da mettere a disposizione per gli amici nordamericani in soggiorno a Madrid.
Nel 1921 viene rappresentata all'Ateneo de Madrid una versione di Camprubì dell'opera di John Millington Synge Jinetes hacia el mar e nello stesso anno traduce La hermana mayor di Tagore. Nel 1922 si reca in Catalogna e nelle Isole Baleari con l'amica Inés Muñoz. A Barcellona visita lo zio paterno José Camprubí e i suoi amici d'infanzia. Il 15 marzo 1924 muore il padre di Zenobia, l'ingegnere Raimundo Camprubí, all'età di 78 anni. Zenobia scriverà di non ricordare di averlo mai amato in alcun momento della propria vita. Tra la fine di giugno e l'inizio di luglio, Zenobia e Juan Ramón, invitati da Federico García Lorca e dalla sua famiglia, sono in vacanza a Granada.
Nel 1926 viene fondato a Madrid il Lyceum Club Femenino Español, una delle prime associazioni femminili create in Spagna, che influenzerà notevolmente il panorama culturale dell'epoca. Camprubí è la segretaria, María de Maeztu la presidente.
Nel 1928 Zenobia acquista a Madrid con la scrittrice e amica Inés Muñoz un negozio di artigianato, chiamato Arte Popular Español e dà avvio ad un'attività di esportazione di prodotti di artigianato locale, ceramiche e libri nel Nord America, dando lavoro a diverse donne del posto. Nello stesso anno muore la madre, Isabel Aymar.
Nel 1929 con il marito si reca a Salamanca, dove incontra Miguel de Unamuno, Alonso Zamora Vicente e il fratello maggiore José, in viaggio con la sua famiglia dagli Stati Uniti.
Nel 1931 le viene diagnosticato un tumore, ma decide di non sottoporsi all'intervento chirurgico e di optare per un intenso trattamento ai raggi X.
La scultrice Marga Gil Roësset, incaricata di scolpirle un busto, si innamora del marito, Juan Ramón Jiménez. A seguito di questa relazione, la scultrice l'8 luglio si suicida in un piccolo albergo a Las Rozas, lasciando alcune lettere e un diario.
Nel 1935 Camprubí si dedica alla decorazione dell'hotel Paradero de Ifach a Calpe (Alicante) e gradualmente smette l'attività di subaffitto degli appartamenti da lei decorati, non ritenendola redditizia.

## Esilio

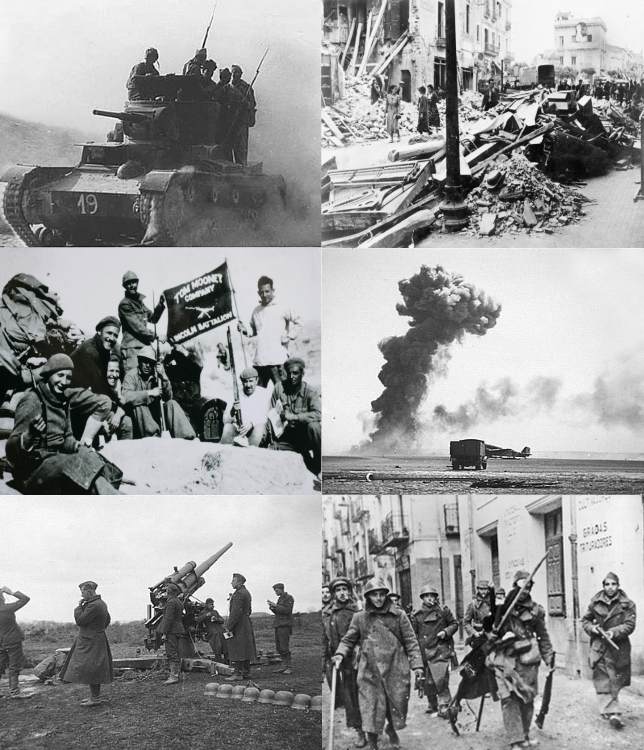
Guerra civile spagnola

Nei primi giorni della guerra, Juan Ramón e Zenobia collaborano con la "Protezione dei minori nella cura e nell'accoglienza dei bambini orfani di guerra", accogliendo dodici bambini dai 4 agli 8 anni in un appartamento a Madrid.
Il 22 agosto 1936, pochi giorni dopo l'assassinio dell'amico Federico Garcia Lorca per mano dei fascisti, la coppia lascia la Spagna per New York, senza sapere che non vi farà più ritorno. Tra i 1937 e marzo 1939 risiede a Cuba, su invito dell'Institución Hispano Cubana de Cultura presieduta da Fernando Ortiz, residente a Madrid fino al 1936 e amico personale di Jiménez. Partecipa ad attività sociali, politiche e culturali, anche in sostegno dei repubblicani spagnoli, continua a seguire i bambini orfani spagnoli e la raccolta di fondi promuovendo sottoscrizioni attraverso il quotidiano newyorchese La Prensa gestito da José Camprubí. Zenobia Camprubí partecipa alle attività del Lyceum de La Habana, un'istituzione fondata da un gruppo di donne nel 1929 su modello di quello esistente a Madrid, di cui era stata segretaria, e lavora come volontaria nelle carceri femminili.
Nel 1939 la coppia si trasferisce a New York e successivamente a Coral Gables, Miami (Florida). Alla fine della guerra civile, l'appartamento di Madrid di Zenobia e Juan Ramón viene saccheggiato, e completamente svuotato dei libri, documenti e oggetti personali.
Nel gennaio dell'anno successivo, quando Juan Ramón tiene le sue prime lezioni all'Università di Miami, Zenobia si occupa di garantirne la traduzione simultanea in inglese.
Nel 1942 muore di infarto José Camprubí, il prediletto fratello maggiore. Nel 1943 Zenobia e Juan Ramón si trasferiscono a Washington e nel gennaio dell'anno successivo vengono assunti come professori di Lingua e Letteratura Straniera all'Università del Maryland. Quasi sessantenne, è la prima volta che Zenobia si trova a gestire delle classi universitarie, e questo nuovo impegno la entusiasma e costituisce per lei un notevole cambiamento. Il 6 febbraio 1945 annoterà nel suo diario: “Me encanta mi doble vida: la mitad en la universidad y la otra mitad dedicada a la vida doméstica.”
Nel 1948 la coppia viaggia per diversi mesi in Argentina e Uruguay, dove riceve una calorosa accoglienza.

## L'ultima tappa a Porto Rico
Nel 1950 i medici consigliano a Jiménez, sofferente di depressione e poco incline a risiedere negli Stati Uniti, di trasferirsi in un paese di lingua spagnola. La scelta sarà Porto Rico.
Rispetto al periodo di grande attività trascorso in Spagna e negli Stati Uniti, gli ultimi cinque anni della vita di Zenobia Camprubí a Porto Rico si riveleranno sedentari, caratterizzati soprattutto dai suoi problemi di salute e dalla cura del lavoro del marito.
Nel 1951 viene operata di cancro all'utero al Massachusetts General Hospital di Boston. Tornata a Porto Rico l'anno successivo, presta giuramento come cittadina statunitense, ottenendo così la doppia cittadinanza. Trova lavoro presso l'Università di Rio Piedras, dove firma un contratto per la traduzione di opuscoli di divulgazione scientifica e poi per l'insegnamento.
All'inizio del 1953 il fratello Augusto, malato di cancro, trascorre una stagione con lei e Juan Ramón a Porto Rico, prima di tornare negli Stati Uniti, dove morirà alla fine di marzo. Anche Zenobia vede peggiorare le sue condizioni di salute e si sottopone a delle sedute di radioterapia. Nel 1954, su consiglio del medico, lascia il lavoro all'Università. La rivista Americas pubblica una sua opera autobiografica intitolata Juan Ramón y yo.
Nel 1956 il cancro ricompare; ad aprile inizia il trattamento a raggi X e a giugno si reca a Boston con l'intenzione di sottoporsi nuovamente a un intervento chirurgico, ma i medici le sconsigliano l'operazione, dandole solo pochi mesi di vita. Morirà il 28 ottobre 1956 a Porto Rico, tre giorni dopo l'assegnazione al marito del Premio Nobel per la letteratura. Viene sepolta nel cimitero di Porta Coeli.

## Opere

### Traduzioni

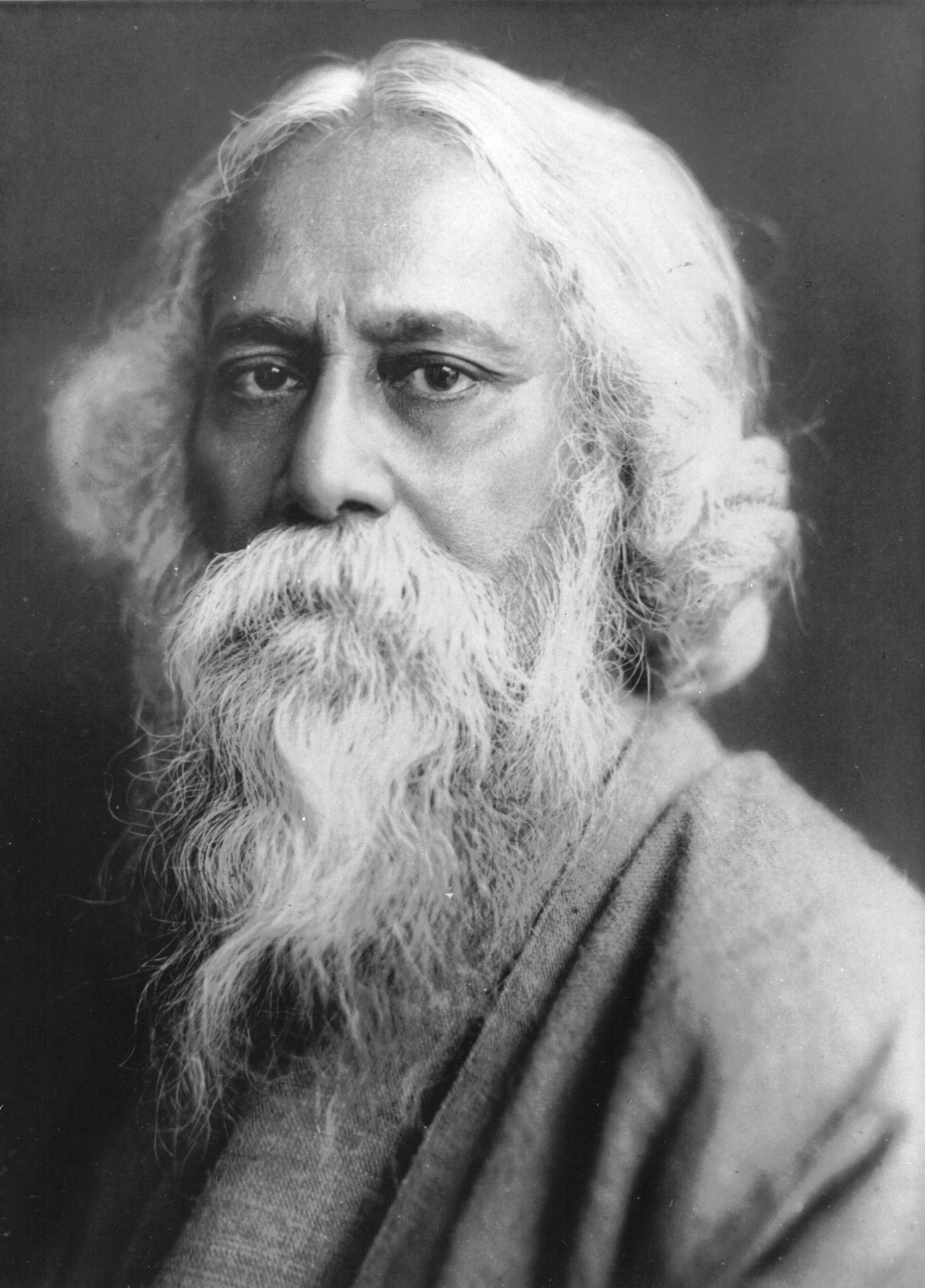
Il poeta indiano Rabindranath Tagore (1861-1941)

Il poeta indiano Rabindranath Tagore vince il Premio Nobel per la letteratura nel 1913. Zenobia inizia a tradurre le sue opere proprio quell'anno, quando il "bardo del Bengala" diviene famoso e alcune delle sue opere tradotte in inglese cominciano a circolare in Europa. Zenobia ha da poco conosciuto Juan Ramón Jiménez e intrecciato con lui una relazione sentimentale. Con lui condivide la traduzione di alcune poesie da The Crescent Moon: lei ha una perfetta padronanza dell'inglese e dello spagnolo, lui è un poeta già affermato, possiede sensibilità lirica e tecnica poetica. Le lettere che si scambiano in questo periodo i due innamorati sono ricche di citazioni e riferimenti a Tagore; Zenobia intrattiene con il poeta bengalese una relazione epistolare. Nel 1921 Tagore ha in progetto di visitare la Spagna e la coppia organizza meticolosamente il suo soggiorno nella capitale, programmando una sua conferenza con gli amici artisti della Residencia de Estudiantes. L'elenco degli invitati include il fior fiore degli intellettuali e artisti dell'epoca: José Ortega y Gasset, Antonio Machado, Federico García Lorca, Luis Buñuel e Salvador Dalí. La visita non avrà però mai luogo: viene annullata per motivi non ancora chiari, suscitando in Zenobia una profonda delusione. Una delle prime conseguenze sarà l'interruzione delle sue traduzioni.
Tra il 1913 e il 1922 vengono pubblicate oltre 20 traduzioni di Tagore di Zenobia Camprubí, che diventano parte del canone della letteratura mondiale in Spagna e in America Latina.
- 1914. Anochecer de julio
- 1915. La luna nueva
- 1916. Canción sin sentido
- 1917. El jardinero
- 1917. El cartero del rey
- 1917. Pájaros perdidos
- 1917. La cosecha
- 1918. Una vez hubo un rey…
- 1918. La vuelta al hogar
- 1918. El asceta
- 1918. El rey y la reina
- 1918. Malini
- 1918. Ofrenda lírica
- 1918. Las piedras hambrientas y otros cuentos
- 1918. Ciclo de la primavera
- 1918. El rey del salón oscuro
- 1918. Tagore (poemas)
- 1919. Chitra
- 1919. Regalo de amante
- 1919. Shantiniketan-Morada de Paz
- 1919. Sacrificio
- 1920. Mashi
- 1920. Tránsito
- 1921. La hermana mayor y otros cuentos
- 1922. La fujitiva

#### Dopo l'esilio
- 1955. Obra escojida

#### Postume
- 1961. Recuerdos
- 1964. El naufrajio
- 1965. Entrevisiones de Bengala
- 1965. Poemas de Kabir
- 1968. El sentido de la vida, Nacionalismo

### Diari
Zenobia Camprubí scrive diari in fasi molto diverse della sua esistenza. Vanno dal 1937 al 1956 e seguono le tappe della sua vita dopo l'esilio, trascorso in tre paesi: Cuba, Stati Uniti e Porto Rico. L'autrice ha scritto in inglese quando risiedeva in un paese di lingua spagnola e in spagnolo quando era in un paese di lingua inglese. La loro curatrice e traduttrice è Gabriela Palau de Nemes (1919-2019), critica letteraria di origini cubane, vissuta a lungo negli Stati Uniti. Nel 1946, all'University del Maryland in cui studiava, ha conosciuto la coppia Jiménez-Campubrí con cui ha stretto un'amicizia che è durata tutta la vita. Nel 2009 è stato pubblicato l'epistolario fra lei e Zenobia Campubrí.
- Diario 1. Cuba, 1937-1939. Madrid: Alianza, 1991
- Diario 2. Estados Unidos, 1939-1950. Madrid: Alianza,1991
- Diario 3. Puerto Rico, 1951-1956. Madrid: Alianza, 2006

### Epistolari
- Zenobia Camprubí, Epistolario 1. Cartas a Juan Guerrero Ruiz. 1917-1956, (a cura di) Graciela Palau de Nemes y Emilia Cortés Ibáñez, Madrid, Publicaciones de la Residencia de Estudiantes, 2006.
- Zenobia Camprubí - Graciela Palau de Nemes, Epistolario 1948-1956, (a cura di) Emilia Cortés Ibáñez, Madrid, Publicaciones de la Residencia de Estudiantes, 2009.
- Zenobia Camprubí - Juan Ramón Jiménez, Diario de dos reciencasados, (a cura di) Emilia Cortés Ibáñez, Huelva, Publicaciones de la Universidad de Huelva–Fundación Zenobia-Juan Ramón Jiménez, 2012.
- Diario de juventud. Escritos. Traducciones, (a cura di) Emilia Cortés Ibáñez. Sevilla, Fundación José Manuel Lara-Centro de Estudios Andaluces, 2015.
- Juan Ramón Jiménez - Zenobia Camprubí, Monumento de amor. Epistolario y Lira. Correspondencia 1913-1956. Edición de María Jesús Domínguez Sío. Residencia de Estudiantes, 2017.
- Zenobia Camprubí y Olga Bauer, Epistolario 1932-1956, Introducción, selección, edición y transcripción de Emilia Cortés Ibáñez, Huelva, Publicaciones de la Universidad de Huelva, 2017.
- Federico de Onís - Zenobia Camprubí - Juan Guerrero, Epistolario (1921-1949). La Casa de las Españas. Revista Hispánica Moderna, Introducción, selección, edición y transcripción de Emilia Cortés Ibáñez. Huelva, Editorial Niebla, 2019.